# Amelia (Vorname)
Amelia ist ein weiblicher Vorname.

## Herkunft und Bedeutungen
Beim Namen Amelia handelt es sich um eine Variante des Namens Amalia.

## Verbreitung
In den USA war der Name Amelia [ə.ˈmiː.li.ə] im ausgehenden 19. und beginnenden 20. Jahrhundert mäßig beliebt. Im Laufe der Jahre sank seine Popularität. Seit den 1970er Jahren steigt seine Beliebtheit, insbesondere in den frühen 2000er Jahren. Mittlerweile zählt der Name zu den beliebtesten Mädchennamen des Landes. Im Jahr 2021 belegte er Rang 4 der Hitliste. Ein ähnliches Bild zeigt sich auch in Australien (Rang 2, Stand 2021) und Neuseeland (Rang 3, Stand 2021). Auch in Kanada stieg der Name in den 2000er Jahren in den Vornamenscharts auf. Im Jahr 2019 stand er auf Rang 6 der Hitliste.
Im Vereinigten Königreich erfreut sich der Name ebenfalls großer Beliebtheit. In England und Wales stand er von 2011 bis 2015 an der Spitze der Vornamenscharts. Im Jahr 2020 belegte er das fünfte Mal in Folge Rang 2. In Schottland trat der Name im Jahr 2005 in die Top-100 der Vornamenscharts ein. Im Jahr 2021 belegte er Rang 6 der Hitliste. Auch in Nordirland stieg der Name in den späten 2010er Jahren innerhalb weniger Jahre in der Hitliste auf und erreichte im Jahr 2012 Rang 4. Zuletzt sank seine Popularität leicht, im Jahr 2021 belegte er Rang 11 der Vornamenscharts.
In Irland trat Amelia im Jahr 2004 mit Rang 99 in die Top-100 der Vornamenscharts ein. Im Jahr 2013 erreichte er mit Rang 5 erstmals die Top-10. Im Jahr 2017 erreichte die Popularität mit Rang 3 einen Höhepunkt, seitdem wird der Name seltener vergeben. Im Jahr 2021 belegte Amelia Rang 11 der Hitliste.
In Italien erlebt Amelia [a.ˈmɛː.lja] gerade einen Aufwärtstrend. Lag der Name im Jahr 2010 noch auf Rang 159 der Vornamenscharts, erreichte er im Jahr 2020 bereits Rang 46.
In Spanien war der Name Amelia [a.ˈme.lja] zu Beginn des 20. Jahrhunderts beliebt. Bis in die 1990er Jahre hinein sank seine Popularität, seitdem wird er wieder häufiger vergeben (Rang 168, Stand 2010). Die Schreibweise Amélia hat sich in Portugal seit 2013 in den Top-100 etabliert. In Chile belegte der Name im Jahr 2021 Rang 21 der Hitliste. In Puerto Rico befindet sich der Name seit 2015 konstant in den Top-30.
Seit 1930 kommt der Name in den Niederlanden in der Namensgebung regelmäßig vor. Während der 1930er und 1940er Jahre war er mäßig beliebt, danach sank seine Popularität. Seit dem Jahr 2009 steigt seine Beliebtheit wieder. Der Name wird in Frankreich jährlich vergeben, seit Mitte der 1980er Jahre steigt seine Popularität stetig. Seit 2017 zählt er zu den beliebten Mädchennamen und wurde in den letzten 10 Jahren etwa 6.600 Mal vergeben. Der Name ist in Belgien seit 2016 in den Top-100-Hitlisten zu finden.
In Polen zählte Amelia [ã.ˈmɛ.lʲja] von 2005 bis 2019 zur Top-10 der Vornamenscharts. Im Jahr 2021 belegte der Name Rang 14 der Hitliste. Der Name kommt in Slowenien nur selten vor.
Die Beliebtheit von Amelia steigt in Österreich seit Ende der 1990er Jahre stetig, er befindet sich seit 2017 in der Liste der beliebten Namen. In den letzten 10 Jahren wurde der Name rund 560 Mal vergeben.
Der Name wird in der Schweiz seit 1930 alljährlich bei der Namenswahl berücksichtigt. Während der 1930er Jahre war er recht populär, danach sank seine Beliebtheit. Seit Ende der 1990er Jahre befindet sich er im Aufwärtstrend. Von 2017 bis heute ist der Name in den Top-50 anzutreffen und wurde von 1930 bis 2022 circa 2.800 Mal vergeben.
Amelia kommt in Deutschland seit 1930 jedes Jahr in den Vornamenscharts vor. Von 1930 bis zu den 1960er Jahren war die Vergabe eher rückläufig und blieb bis Ende der 1990er Jahre relativ konstant. In den letzten Jahren erfreut sich der Name wachsender Beliebtheit und gehört seit 2013 zu den 200 beliebtesten Mädchennamen Deutschlands. Im Jahr 2021 belegte er bereits Rang 92 der Vornamenscharts.
Der Name wird auch in Dänemark, Norwegen und Schweden seit der Jahrtausendwende bei der Namenswahl immer beliebter. Im Jahr 2020 lag er in Norwegen etwa auf dem 40. und in Schweden auf dem 70. Rang.

## Varianten
Bei Amela handelt es sich unter anderem um eine alte norwegische, dänische und schwedische Variante von Amelia.
Für weiteren Varianten: siehe Amalie#Varianten

## Namenstage
- Deutschland: 10. Juli, nach Amalia von Münsterbilsen; und 21. November, nach Amalberga von Susteren
- Italien: 5. Januar
- Polen: 30. März und 10. Juli
- Spanien: 5. Januar

## Namensträger
- Amelia Alicia Anscelly (* 1988), malaysische Badmintonspielerin
- Amelia Andersdotter (* 1987), schwedische Politikerin, MdEP
- Amelia Atwater-Rhodes  (* 1984), US-amerikanische Schriftstellerin
- Amelia Bailey (1842–1932), australische Sängerin
- Amelia Bloomer (1818–1894), US-amerikanische Frauenrechtlerin
- Amelia Boynton Robinson (1911–2015), 	Persönlichkeit der US-amerikanischen Bürgerrechtsbewegung
- Amelia Chellini (1880–1944), italienische Schauspielerin
- Amelia Dyer (1837–1896), britische Serienmörderin
- Amelia Earhart (1897–1937), Fliegerin
- Amelia Edwards (1831–1892), Mitbegründerin des Egypt Exploration Fund
- Amelia Lily (* 1994), britische Popsängerin
- Amelia Marshall (* 1958), US-amerikanische Schauspielerin
- Amelia Mary Earhart (1897–1937), US-amerikanische Flugpionierin und Frauenrechtlerin
- Amelia Patti (1831–1915), italienische Opernsängerin (Sopran)
- Amelia Piccinini (1917–1979), italienische Leichtathletin
- Amelia Pidgeon (* 2001), britische Nachwuchsschauspielerin
- Amelia Pietrangelo (* 1993), kanadische Fußballspielerin
- Amelia Pittock (* 1983), australische Squashspielerin
- Amelia Racea (* 1994), rumänische Kunstturnerin
- Amelia Rose Blaire (* 1987), US-amerikanische Schauspielerin
- Amelia Rosselli (1930–1996), italienische Dichterin
- Amelia Sarah Levetus (1853–1938), britisch-österreichische Kunsthistorikerin
- Amelia Shankley (* 1972), britische Schauspielerin
- Amelia Smart (* 1998), kanadische Skirennläuferin
- Amelia Sophie von Großbritannien, Irland und Hannover (1711–1786), Mitglied aus dem Haus Hannover
- Amelia Stewart, Marchioness of Londonderry (1772–1829), britische Adlige
- Amelia Toledo (1926–2017), brasilianische Bildhauerin, Malerin, Zeichnerin und Designerin
- Amelia Valverde (* 1987), costa-ricanische Fußballtrainerin
- Amelia Van Buren (* um 1856–1942), US-amerikanische Fotografin
- Amelia Warner (* 1982), britische Schauspielerin
- Amelia Wood (1930–2013), US-amerikanische Speerwerferin und Kugelstoßerin
- Catherine Amelia O’Brien (1881–1963), irische Glasmalerin
- Rizki Amelia Pradipta (* 1990), indonesische Badmintonspielerin